# Einblättrige Esche

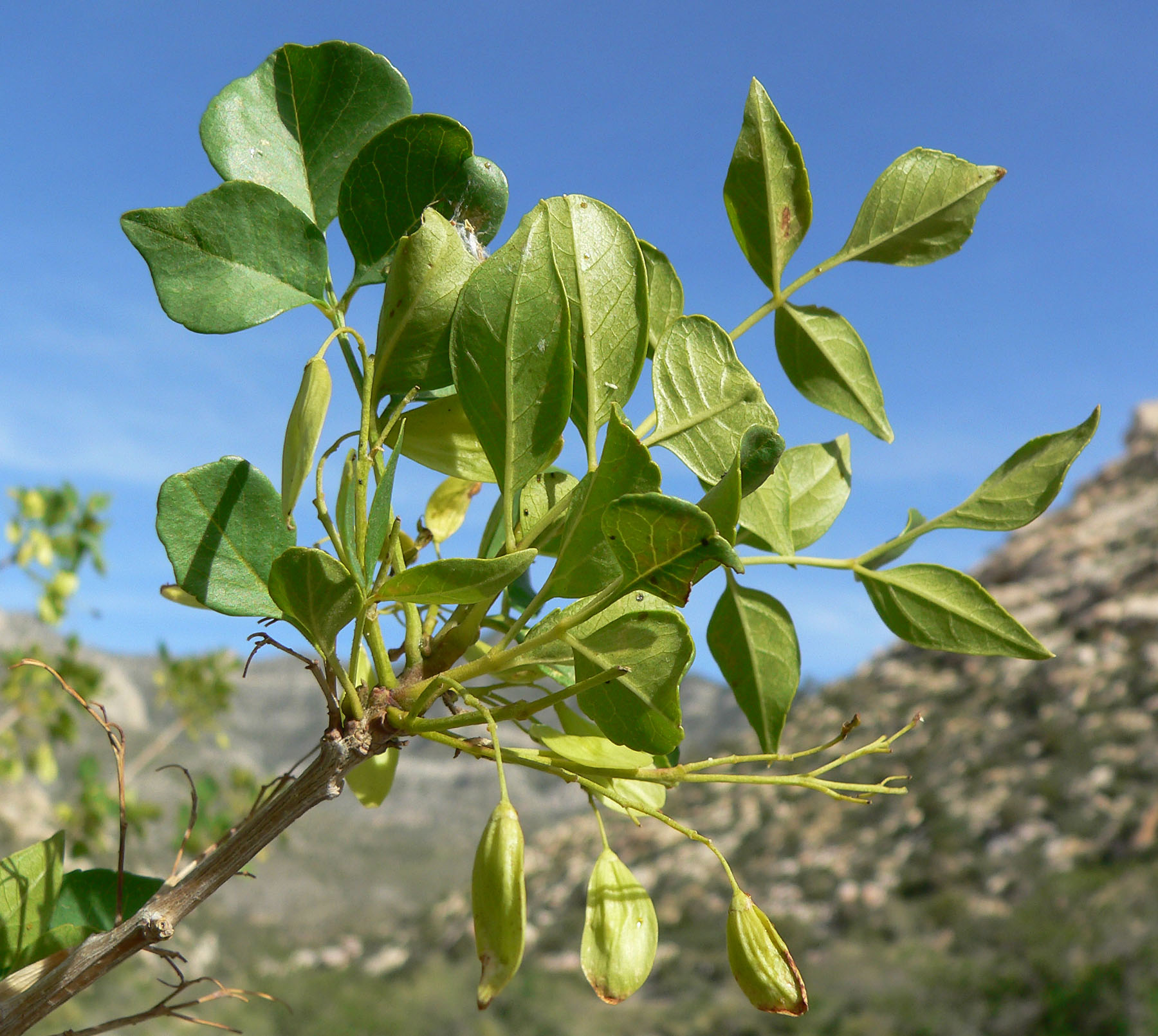
Oben mit gefiederten Blättern

Die Einblättrige Esche (Fraxinus anomala) ist eine Pflanzenart aus der Gattung der Eschen in der Familie der Ölbaumgewächse aus den Vereinigten Staaten.

## Beschreibung
Die Einblättrige Esche ist ein Strauch oder kleiner, rundkroniger Laubbaum der eine Höhe von 6 Metern erreichen kann. Die Zweige sind vierkantig, die Endknospen sind bräunlich behaart.
Die gegenständigen und kurz gestielten Laubblätter sind gefiedert mit meist nur einem Blättchen (unifoliolate), selten sind einzelne Blätter zusammengesetzt aus 3 bis 5 Blättchen. Die stumpfen bis spitzen und teils schwach bis leicht gesägten oder gekerbten bis fast ganzrandigen Blättchen sind eiförmig bis fast rundlich, seltener elliptisch bis verkehrt-eiförmig, 2 bis 5 Zentimeter lang, mit spitzer bis gestutzter Basis. Der rinnige Blattstiel ist anfangs behaart.
Die Einblättrige Esche ist zwittrig oder gynomonözisch. Die Blüten sind oft zwittrig oder weiblich und stehen in kurzen, behaarten, seitenständigen Rispen. Kronblätter fehlen. Die Blüten erscheinen zusammen mit den Blättern im Mai.
Als Früchte werden 1,5–2,5 Zentimeter lange, flache und einseitig geflügelte Nussfrüchte gebildet, deren Flügelsaum bis zur Basis herabläuft.

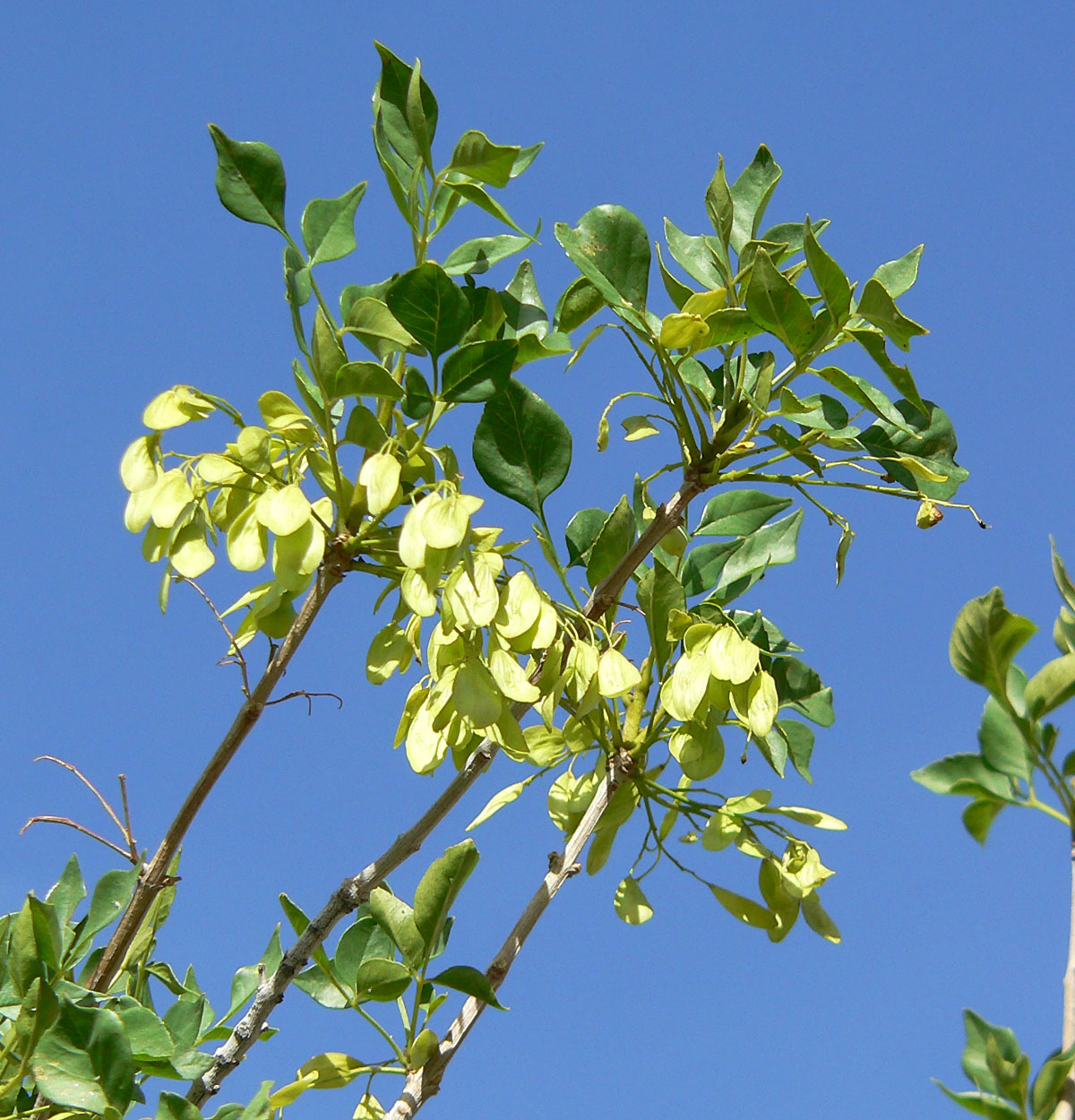
Einblättrige Esche fruchtend
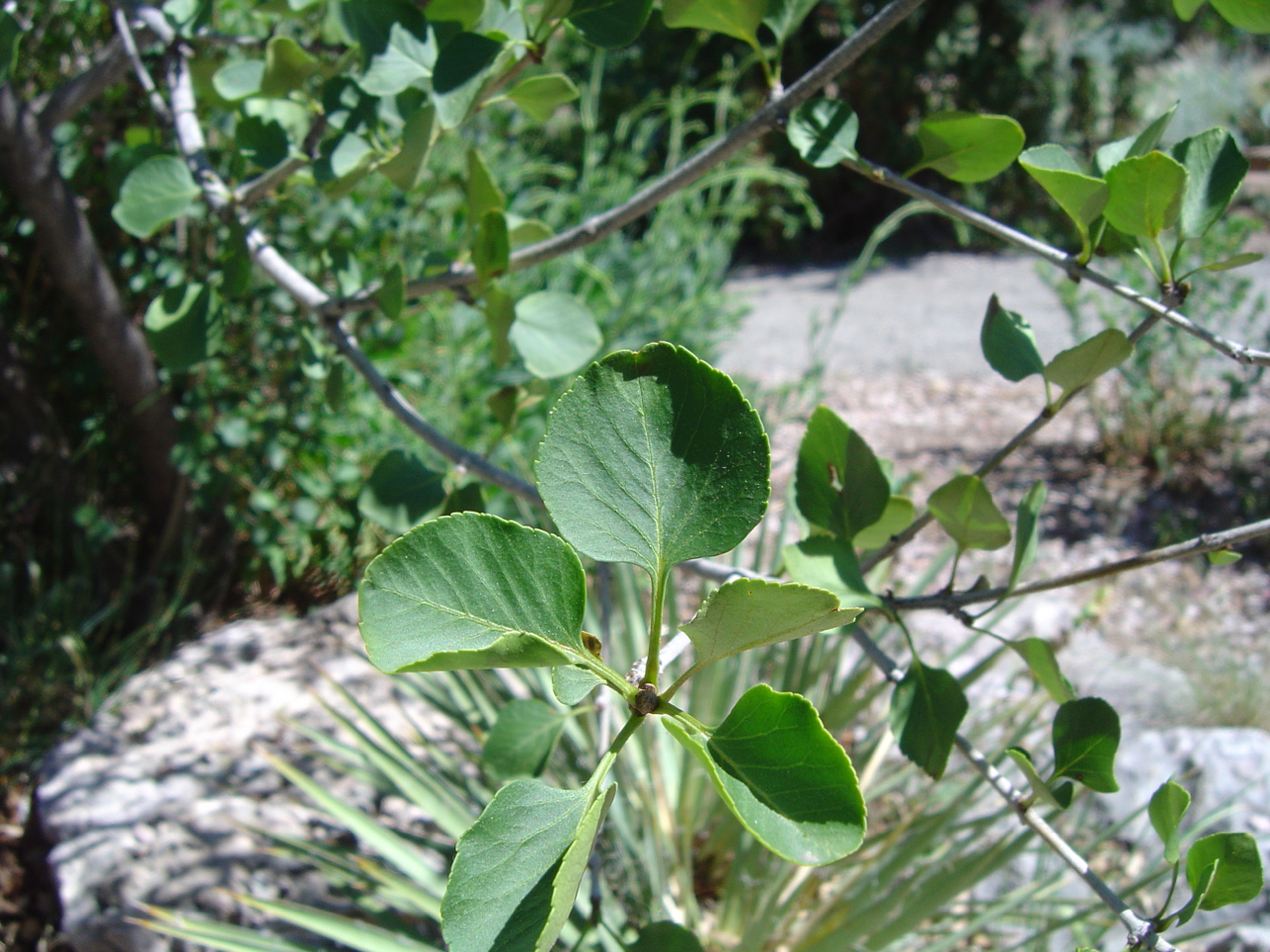
Blätter
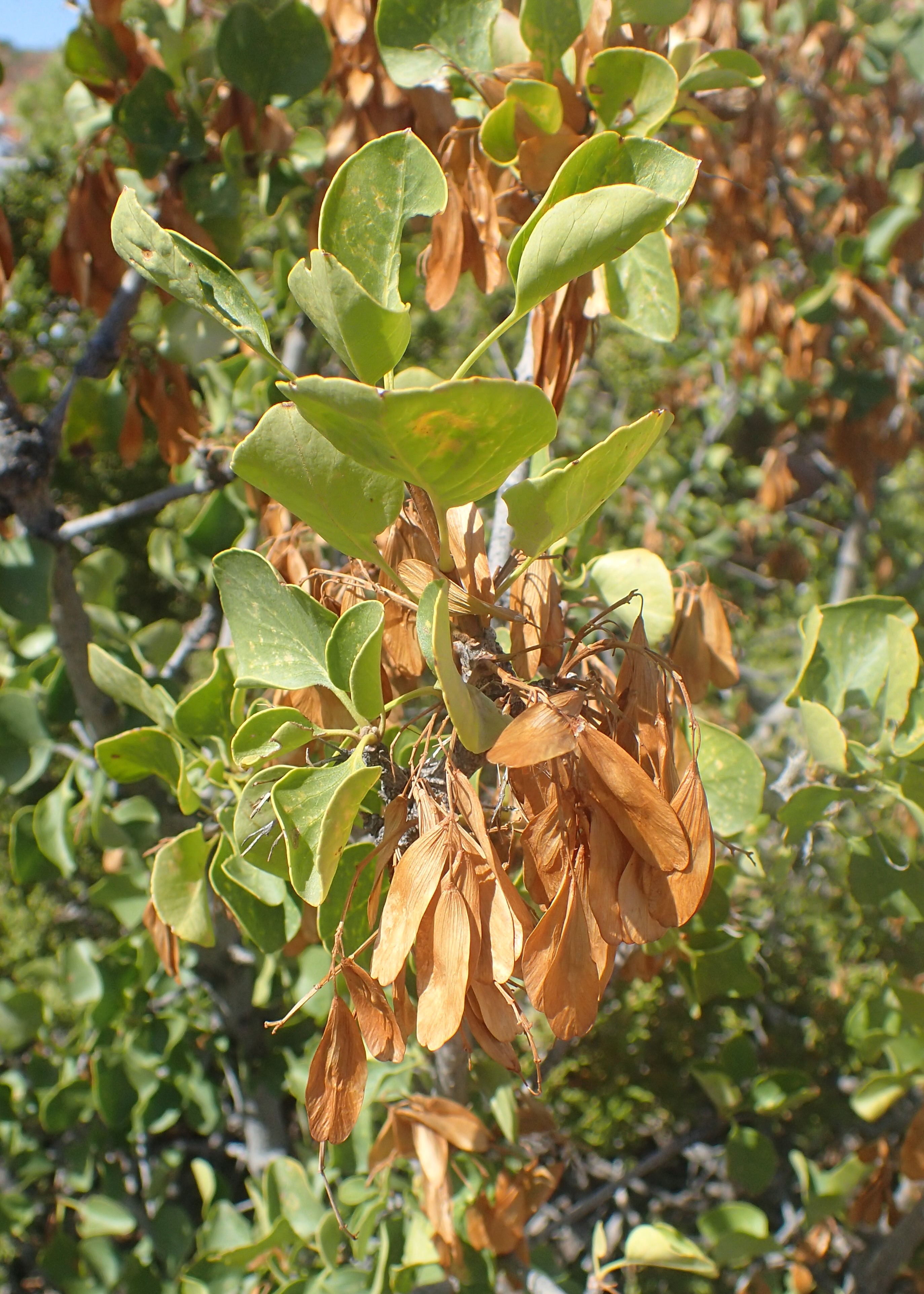
Früchte

## Verbreitung und Ökologie
Das Verbreitungsgebiet der Einblättrigen Esche erstreckt sich von den südlichen Rocky Mountains über den Südwesten der Vereinigten Staaten bis nach Kalifornien. Dort findet man sie in Auen und Ufergehölzen auf mäßig trockenen bis frischen, schwach sauren bis stark alkalischen, sandigen, kiesigen oder lehmigen, sehr nährstoffreichen Böden an sonnigen Standorten. Sie ist mäßig frosthart, verträgt jedoch Hitze.

## Systematik
Die Einblättrige Esche (Fraxinus anomala) ist eine Art aus der Gattung der Eschen (Fraxinus). Dort wird sie der Sektion Dipetalae zugeordnet.
Man kann zwei Varietäten unterscheiden:
- Fraxinus anomala var. anomala: Sie kommt von den westlichen Vereinigten Staaten bis ins nordwestliche New Mexico vor. Mit meist einem Blättchen.
- Fraxinus anomala var. triphylla M.E.Jones: Sie kommt vom südöstlichen Kalifornien bis ins südwestliche New Mexico vor. Mit meist mehreren Blättchen.